# 29 Pułk Piechoty Cesarstwa Austriackiego
29 Pułk Piechoty Cesarstwa Austriackiego – jeden z austriackich pułków piechoty okresu Cesarstwa Austriackiego.
Okręg poboru: Morawy.

## Mundur
- Typ: niemiecki
- Bryczesy: białe
- Wyłogi: jasnoniebieskie
- Guziki: białe

## Garnizony
- 1802 Brünn/ Brno
- 1812 Tarnów
- 1814 Brünn/ Brno